# Ургьен Тринле Дордже
Ургьен Тринле Дордже (родился 26 июня 1985 в восточном Тибете), также пишется Огьен Тринле Дордже (Вайли: U-rgyan 'Phrin-las Rdo-rje или O-rgyan 'Phrin-las Rdo-rje) — 17-й Кармапа, Держатель линии Карма Кагью тибетского буддизма.

## Предсказания о 17-м Кармапе
Ввиду конфликта по поводу распознания Кармапы (см. Конфликт), сторонники Ургьен Тринле указывают на несколько предсказаний, в которых содержатся детали рождения и жизни 17-го Кармапы.

### Видение Чогьюр Дечен Лингпы
Во время визита великого тертона Чогьюра Лингпы в монастырь Карма у него было видение Гуру Ринпоче, восседающего на белом снежном льве и окруженного двадцать одним проявлением Кармапы (четырнадцать из них уже родились ко времени Чогьюра Лингпы). Окружение каждого из Кармап в этом видении предсказывало некоторые особенности жизни этих воплощений.
Это видение было подробно описано Чогьюром Лингпой настоятелю монастыря Карма, Карма Кхенчен Ричен Тарджаю, а также, по просьбе последнего, запечатлено в рисунках. Устное объяснение видения Чогьюра Лингпы содержатся в тексте, называемом «Звучание благоприятной мелодии» («Sounding the Tones of the Melody of Auspiciousness»).
Тертон дал следующее пророчество о 15-м и 16-м Кармапах (после перечисления имен предыдущих 14-ти воплощений):

Слева, в скалистой пещере снежной горы, находится 15-й Кармапа, вместе со своим помощником и учениками, практикуя священные тантрические йогические практики. Благодаря достоинствам его реализации, возникшим от практики Шести Йог Наропы, его активность будет распространяться по всей стране Снегов.

Справа, в священном храме с золотой вершиной и бирюзовой крышей пагоды 16-й Кармапа обсуждает Дхарму со своим наставником. На верхнем этаже — Будда Шакьямуни. Это означает, что он обретет всемирную известность как неоспоримый властелин учений сутр и тантр.

Таким образом, Чогьюр Лингпа предсказал, что 15-й Кармапа будет тантрическим практиком. Действительно, 15-й Кармапа, Какхьяб Дордже, имел двух супруг и, как и все Кармапы, был исключительно реализованным существом. 16-й Кармапа, в свою очередь, первым из Кармап получил всемирную известность. Он пользовался всеобщим уважением, и никто не оспаривает его духовный авторитет.
В устном рассказе видения Чогьюра Лингпы относительно 17-го Кармапы говорится:

Рядом, под зеленеющим деревом, на скалистой горе — семнадцатая инкарнация с Кхьентин Тай Ситупой. Через нераздельность их умов, древо учения Будды будет цвести и приносить обильные плоды, саму суть передачи Гампопы.

В сопроводительном рисунке, 17-й Кармапа, которого в видении Падмасамбхава назвал Пал Кхьябдак Ургьен Гьялва Ньугу Дродул Тринле Дордже Тсал Чокле Нампар Гьялва Де, изображен под листвой деревьев рядом с Тай Ситу Ринпоче. Таким образом, согласно данному предсказанию, 17-й Кармапа должен быть тесно связан с Тай Ситу Ринпоче (см. раздел Конфликт).

### Пророчество 5-го Кармапы о препятствиях
Интересно, что предсказания о конфликте, который может возникнуть в линии в период между 16-м и 17-м Кармапами, могут быть найдены у 5-го Кармапы Дешин Шекпы (1384—1415). Так, он говорит:

В конце времени 16-го в гирлянде Кармап
И в начале времени 17-го,
Воплощение демона (дословно «нарушителя самай»)
Некто называемый На-тха (может быть переведено как «родственник», в частности «племянник»)
Появится в этом месте, Сачо.
Силой человека с извращенными устремлениями,
Линия Кармап будет близка к повреждению.
В это время тот, у кого будет истинное устремление из прошлой жизни
Сердечная эманация Падмасамбхавы,
С западного направления
Тот, у кого ожерелье из родинок, он свиреп и гневен.
Он говорит гневные речи,
У него темная кожа красно-коричневого цвета и выпяченные глаза
Он покорит инкарнацию нарушителя самай,
Он защитит Тибет и Кхам на время.
В это время счастье — как увиденное солнце,
В Тибете это случится, я думаю.

Кармапа Ургьен Тринле имеет на теле цепь из родинок, напоминающую ожерелье, у него темный цвет кожи и гневный взгляд. Слова о «защите Тибета на время» могут быть связаны с деятельностью Кармапы во время его пребывания в Тибете.

### Песни 16-го Кармапы (1940—1962)
Также сторонники Ургьен Тринле указывают на некоторые предсказания о подробностях его жизни в песнях реализации, спонтанно написанных 16-м Кармапой. В некоторых из них он предсказывает свой побег из Тибета, а также дальнейшее возвращение в главную резиденцию Кармап в Тибете — монастырь Цурпу (как потом стало понятно, в его следующей жизни).
Так, в песне под названием «Блаженный рык мелодичного опыта» («Blissful Roar Of Melodius Experience»), которая была написана 1961-1962 гг. после его прибытия в Индию он пишет о своем намерении вернуться в Цурпу:

Славный Тёлинг Цурпу…
Придем же в эту чистую обитель, где ламы, йидамы и
дакини собирались, как облака.
Установив знамя победы учения Будды в стране Дхармы.

Как известно, 16-й Кармапа при жизни не прилагал усилий для своего возвращения в Цурпу. Ввиду этого сторонники Ургьен Тринле указывают на данное стихотворение как на предсказание 16-го Кармапы о возвращении в Цурпу в своем 17-м перерождении.

## Нахождение нового Кармапы
Для нахождения следующего перерождения предыдущий Кармапа ещё при жизни дает указания своим главным ученикам, как отыскать своё новое воплощение. Почти во всех случаях эта инструкция передается в виде письма с предсказанием об обстоятельствах рождения (место, год рождения, имена родителей и пр.). Ответственность за нахождение следующего перерождения лежит на Держателях линии Карма Кагью («Золотая Гирлянда Кагью»). В разное время в Золотую Гирлянду Кагью входили многие великие йогины и после смерти 16-го Кармапы Держателями линии были четыре великих практика — Шамар Ринпоче, Тай Ситу Ринпоче, 3-й Джамгон Конгтрул Ринпоче и Гошир Гьялцаб Ринпоче.
В январе 1981 года, 16-й Гьялванг Кармапа, дал одному из своих главных учеников — 12-му Тай Ситупе — завернутый в парчу защитный амулет. Как правило, подобные амулеты содержат различные реликвии и остаются запечатанными. Поэтому Ситу Ринпоче всегда носил его с собой, но не распечатывал его в течение длительного времени, поскольку 16-й Кармапа не указал, что его следует раскрыть. Так как в течение многих лет так и не удалось обнаружить письмо с предсказанием, Ситу Ринпоче всё-таки решил открыть амулет. Внутри него оказалось письмо с предсказанием о следующем воплощении Кармапы.
19 марта 1992 года совет Четырёх Держателей линии — Шамар Ринпоче, Ситу Ринпоче, Джамгон Конгтрул Ринпоче и Гьялцаб Ринпоче — провели совещание для исследования письма. Впоследствии оно было переведено следующим образом (перевод с английского):
Письмо с предсказнием Его Святейшества 16-го Гьялванг Кармапы

Эмахо
Самоосознавание — это всегда блаженство;
Дхармадату не имеет ни центра, ни края.
Отсюда к северу, на востоке [страны] снегов [a]
Есть страна, где спонтанно громыхает божественный гром [b]
[В] прекрасном месте кочевника со знаком коровы [c],
Метод Дондруб и мудрость Лолага [d].
[Родился] в год, используемый для Земли [e]
[С] чудесным, далеко слышным звуком белого [f];
[Это] тот, кто известен как Кармапа.
Его поддерживается Господь Донйо Друпа;
Не будучи сектантом, он проникает во все направления;
Не будучи вблизи одних и вдали от других, он является защитником всех существ:
Как солнце Дхармы Будды, что приносит благо другим, всегда сияет.

[a] «Страна снегов» — одно из названий Тибета. Поэтому фраза «на востоке [страны] снегов» означает, что новое перерождение следует искать в восточном Тибете (Кхам). Фраза «отсюда к северу» указывает на то, что письмо было написано 16-м Кармапой в его тогдашней резиденции в Румтеке, который находится южнее Тибета.
[b] 17-й Кармапа Ургьен Тринле родился в Лхатоке: «Лха» означает божественный, а «тхок» означает гром. В тексте, гром поэтично называется «гнам чагс» или «небесное железо».
[c] Имя кочевой общины, где родился Кармапа — Бакор; «ба» означает «корова»; в дхармических текстах корова обозначается словом «доджо», оно используется и здесь.
[d] Метод относится к имени отца (тиб. Дондуп), а мудрость — к имени матери (тиб. Лолага).
[e] Ургьен Тринле родился в год деревянного быка по тибетскому календарю; дерево произрастает из земли, а вол используется для её вспахивания.
[f] Это касается звука раковины, который по словам местных жителей был слышен в воздухе примерно через час после рождения Его Святейшества.
После изучения письма совет Держателей линии принял решение направить на поиски в Тибет делегацию, возглавляемую Джамгоном Ринпоче. Но 26 апреля 1992 года Джамгон Ринпоче трагически погиб в автокатастрофе в Сиккиме. Незадолго до смерти он дал следующую оценку письму:

Инструкции Гьялва Кармапы очень ясные. Они очень ясные и точные. Поэтому мы все совершенно уверены в скором нахождении Его Святейшества

Из-за гибели 3-го Джамгон Конгтрула Тай Ситу Ринпоче и Цурпу Гьялцаб Ринпоче (Шамар Ринпоче отсутствовал в Румтеке во второй половине мая 1992 года) уполномочили Аконга Ринпоче и Шераба Тхарчина возглавить поисковую экспедицию, которая впоследствии и нашла семью, где переродился 16-й Кармапа. Год рождения, название местности а также имена родителей полностью соответствовали описанным в письме с предсказанием.
Поскольку обстоятельства рождения ребёнка сопровождались многими особыми знаками, а также учитывая что настоятель местного монастыря указал, что мальчик бесспорно является тулку, родители не стали давать ребёнку официального имени, решив, что лучше будет если он получит имя того тулку, чьей реинкарнацией является. В семье его называли «Апо Гага», что означает «счастливый брат» — прозвище, которое дала ему его сестра.

### Подтверждение Его Святейшества Далай-ламы (июнь 1992 года)
В начале июня Тай Ситу Ринпоче и Гьялцаб Ринпоче отправились в Дхарамсалу, чтобы проинформировать верховного лидера Тибета, Его Святейшество Далай-ламу о нахождении 17-го Кармапы. Поскольку в то время Далай-лама находился в Бразилии, они передали имеющуюся у них информацию через его офис в Дхарамсале. В ответ на это Его Святейшество дал своё неофициальное подтверждение, что кандидат Апо Гага является реинкарнацией 16-го Кармапы. После детального рассмотрения всех доказательств и дополнительной встречи с Тай Ситу Ринпоче, Цурпу Гьялцаб Ринпоче и Шамаром Ринпоче, Его Святейшество Далай-лама предоставил также официальное уведомление о своем подтверждении 17-го Гьялванг Кармапы.
Интересно, что незадолго до нахождения 17-го Кармапы Далай-лама видел пророческий сон, в котором содержались детали рождения Кармапы. Позднее Далай-лама рассказывал:

У меня был сон, где я видел местность рождения реинкарнации [Кармапы]. Там были камни, луга. Похоже было, что оно расположено на большой высоте, место было направлено на юг и там были прекрасные ручьи. Так это выглядело. Затем я услышал: «Это то место, где родился Кармапа». 
Место рождения Ургьен Тринле полностью соответствовало описанному Далай-ламой во сне. Позднее фотографии местности были показаны Далай-ламе и он подтвердил, что это место соответствует тому, что он видел во сне.

## Возвращение в Цурпу и дальнейшая деятельность

### Жизнь в Тибете (1992—1999)
27 Сентября 1992 года Кармапа был возведен на трон в монастыре Цурпу — главной резиденции Кармап с XII века. Во время церемонии возведения на трон Тай Ситу Ринпоче представил Ургьен Тринле Дордже подтверждающее письмо, написанное Его Святейшеством Далай-ламой и признание оракула Нечунга — одного из главных оракулов Далай-ламы, который по ходатайству религиозного представителя правительства Сиккима также подтвердил выбор Кармапы. Официальный Пекин также признал Ургьен Тринле в качестве реинкарнированного ламы. Очевидно, Китай хотел использовать столь высокого ламу в борьбе против Далай-ламы, а также для укрепления своих позиций в Тибете, но этим планам не суждено было сбыться (см. ниже Побег). Тем не менее, официальное признание Кармапы правительством Китая фактически восстановило в Тибете столь важный и характерный для тибетской культуры институт тулку.
Во время пребывания в Тибете Ургьен Тринле большую часть времени уделял своему традиционному буддийскому образованию. Также он много сделал для восстановления Цурпу, который был фактически полностью разрушен после 1959 года. Благодаря этому было восстановлено большинство строений огромного монастырского комплекса, а также построена новая шедра (монашеский колледж).

### Побег и жизнь в Индии
Со временем, китайские власти стали ограничивать возможности Кармапы свободно передвигаться, учить своих последователей и получать учения от своих учителей. К примеру, главный учитель Кармапы, Тай Ситу Ринпоче, не мог посетить его в течение нескольких лет. Ввиду этого, Гьялванг Кармапа принял решение бежать из Тибета. 28 декабря 1999 года Ургьен Тринле с ещё несколькими помощниками тайно покинул монастырь Цурпу. До тибетско-непальской границы они передвигались на автомобиле, затем пешком, потом им удалось достать вертолёт, который доставил их до Нагаркота. Оттуда на взятой напрокат машине и на поезде они рано утром 5 января 2000 года прибыли в Дхарамсалу. Там Кармапа был радушно принят Его Святейшеством Далай-ламой, по ходатайству которого Ургьен Тринле была предоставлена временная резиденция в монастыре Гьютсо, неподалёку от Дхарамсалы, пока он не сможет вернуться в монастырь Румтек.
Сейчас Кармапа большую часть времени находится в Индии, где продолжает своё традиционное образование, а также посвящает много времени поддержанию монастырей, развитию тибетского буддизма и обучению своих последователей. В частности, под его руководством в Бодхгае проходит ежегодный молебен о мире во всем мире — Великий Кагью Монлам — на который съезжаются тысячи последователей тибетского буддизма со всего мира.
Как отмечает Б. У. Китинов, несмотря на то, что «формально он является третьим в традиционной иерархии тибетского буддизма (после Далай-ламы и Панчен-ламы), его значение на самом деле едва ли не сопоставимо с фигурой Далай-ламы».

## Конфликт
Ургьен Тринле был признан многими из высших лам в иерархии линии Карма Кагью в качестве 17-го Кармапы. Среди них (из родившихся до смерти 16-го Кармапы) два Держателя линии — Тай Ситу Ринпоче и Гьялцаб Ринпоче, а также 12-й Сурманг Гарванг Ринпоче (настоятель монастыря Сурманг), 10-й Сангье Ньенпа Ринпоче (настоятель монастыря Бенчен), 9-й Тралег Кьябгон Ринпоче, 9-й Кхенчен Тхрангу Ринпоче (настоятель монастыря Тхрангу), 7-й Дзогчен Понлоп Ринпоче и его организация Наландабодхи, 7-й Йонгей Мингьюр Ринпоче, 4-й Карма Кхенчен Ринпоче, 3-й Тэнга Ринпоче, 3-й Бардор Тулку Ринпоче, 2-й Аконг Тулку Ринпоче (основатель Самье-линг), 2-й Бокар Ринпоче, Рингу Тулку Ринпоче (настоятель монастыря Рингу), Кхьенпо Цултрим Гьямцо Ринпоче, Кхьенпо Картхар Ринпоче (настоятель монастыря Карма Трияна Дхармачакра), Сакьёнг Мипам Ринпоче и его организация Шамбала Интернейшнл, Друпон Ринпоче, лама Норла Ринпоче (настоятель монастыря Тубден Чолинг) и многие другие. Также его поддерживают тулку высокого ранга, распознанные им — 11-й Паво Ринпоче, 4-й Джамгон Конгтрул Ринпоче и распознанные Тай Ситу Ринпоче, как, например, 3-е перерождение Калу Ринпоче и 12-й Сурманг Трунгпа Тулку — перерождение Чогьям Трунгпа Ринпоче.
Также Ургьен Тринле был признан Кармапой Его Святейшеством 14-м Далай Ламой. Глава школы Сакья — Его Святейшество Сакья Тризин и бывший в то время главой школы Нингма — Миндроллинг Тричен Ринпоче (ныне покойный) — признали Ургьена Тринле перерождением 16-го Кармапы и составили для него молитвы долгой жизни. Оракул Нечунг — главный оракул Далай-ламы также подтвердил признание Ургьена Тринле Дордже 17-м Кармапой.
Однако, один из Держателей линии Карма Кагью — Шамар Ринпоче — не признал Ургьена Тринле в качестве перерождения 16-го Кармапы и выдвинул своего кандидата — Тхайе Дордже — в качестве 17-го Кармапы. Тем не менее, линией он фактически не был поддержан. Так, из лам-перерожденцев линии Карма Кагью, родившихся до смерти 16-го Кармапы, Шамарпу полностью поддерживает только 2-й Шангпа Ринпоче. Один из высоких лам в линии Кагью, Беру Кхьенце Ринпоче, придерживается мнения о правомочности обоих кандидатов. Также Чокьи Нима Ринпоче отмечает, что его отец (Тулку Урген Ринпоче) считал, что к обоим кандидатам следует относиться с истинным почтением.

### Нынешняя ситуация
В октябре 2018 года Ургьен Тринле и Тхае Дордже провели свою первую встречу. Хотя она и не завершилась взаимным признанием статусов или конкретными решениями по разрешению конфликта, оба они выразили желание работать над поддержанием и развитием линии Карма Кагью. Данную встречу можно считать первой серьёзной попыткой к взаимному диалогу.